# Nováčany
Nováčany (ungarisch Jászóújfalu) ist eine Gemeinde im Osten der Slowakei mit 758 Einwohnern (Stand 31. Dezember 2024). Sie liegt im Okres Košice-okolie, einem Teil des Košický kraj.

## Geografie
Die Gemeinde liegt etwa 20 Kilometer westlich der Großstadt Košice. Das 17,32 km² große Gemeindegebiet erstreckt sich von den südöstlichen Ausläufern des Slowakischen Erzgebirges im Norden über die fruchtbaren Hügel der Vorbergzone bis an den Rand der Ida-Niederung als Teil des Talkessels Košická kotlina im Süden. Die auf Granit und Porphyr aufgebaute bergige Nordhälfte des Gemeindegebietes ist von dichten Laubwäldern bedeckt. Hier werden Höhen von über 500 m über dem Meer erreicht (Holička, 727 m n.m.,Kobylianka, 669 m n.m., Podkova, 569 m n.m.), während der Dorfkern von Nováčany auf 337 m Höhe liegt.
Durch das Gemeindeareal strömen in Nord-Süd-Richtung einige Bergbäche, die im Slany potok und Novačansky potok zusammenfließen und über den Šemšiansky potok zur Ida entwässern.
Nachbargemeinden von Nováčany sind Hýľov im Norden, Hodkovce im Osten, Paňovce im Süden sowie Rudník im Westen.

## Geschichte
1323 tauchte Nováčany erstmals in einer Urkunde als zum Gebiet Abov zugehörig auf. Schon bald geriet das Dorf in den Besitz einer Familie aus dem benachbarten Šemša, die es dem Kastellan der Zipser Burg vermachten. 1328 fiel Nováčany an König Karl I., der das Dorf im selben Jahr einem treuen Heerführer zum Lehen gab.
In der Zeit von 1334 bis 1335 entstand die erste, wahrscheinlich aus Holz errichtete Kirche in Nováčany. Ab dem Ende des 15. Jahrhunderts kam das Dorf in den Einflussbereich des Prämonstratenser-Klosters Jasov. Aus dem Archiv des Klosters geht hervor, dass 1519 Nováčany einem Jan Tornala aus der Familie des Grafen Šemšey gehörte. Er erhielt die Herrschaft vom Zipser Grafen Jan Zápoľský, dem späteren Fürsten von Siebenbürgen und Anwärter auf die ungarische Krone, für seine Verdienste im Kampf gegen die Türken. Der Sohn von Jan Tornala starb bei den Kämpfen gegen die Türken, worauf er alle seine Besitztümer dem Kloster Jasov vermachte.
1564 zählte man in Nováčany sieben Höfe, 1720 waren es 13 Häuser, im Jahr 1772 bereits 54 Häuser. Verschiedene Historiker und Sprachkundler nehmen an, dass Nováčany vom 16. bis zum 18. Jahrhundert ein fast rein slowakisches Dorf war.
Die Schreibweisen des Dorfes variierten von Novaczany (1773) über Novoczany (1786) bis zum seit 1927 gebräuchlichen Nováčany.
Eine erste Dorfschule wurde 1810 für anfangs 60 Kinder errichtet.
In der zweiten Hälfte des 19. und zu Beginn des 20. Jahrhunderts ereilten Nováčany mehrere Katastrophen:
- 1868 – Dürre und Missernte mit nachfolgender Hungersnot
- 1874 – Choleraepidemie mit sieben Opfern
- 1870 – Feuersbrunst mit elf verbrannten Häusern
- 1874 – erneutes Großfeuer
- 1882 – nach neuerlicher Missernte und Hunger emigrierten 64 Bewohner aus Nováčany sowie den angrenzenden Dörfern Šemša und Hodkovce nach Übersee
- 1907 – am 26. Mai zerstörte ein Hochwasser die gesamte Ernte
- 1909 – am 29. Juni brannte fast das gesamte Dorf nieder – unter anderem die Kirche, das Pfarrhaus und die Schule

Beim Wiederaufbau verzichtete man auf die althergebrachte Bauweise (Holzhäuser mit Strohdächern). Das erste aus Stein errichtete Haus war der heute noch existierende Kindergarten (Materská škola). 1936/37 wurde anstelle der abgebrannten alten Schule eine neue Zwei-Klassen-Schule gebaut.
Bis zum Vertrag von Trianon gehörte das Dorf zum Komitat Abaúj-Torna im Königreich Ungarn, von da an gehörte Hodkovce wie alle im Komitat Abaúj-Torna liegenden Orte zur Tschechoslowakei. Nach dem Ersten Wiener Schiedsspruch lagen diese Gemeinden von 1938 bis 1945 noch einmal in Ungarn.

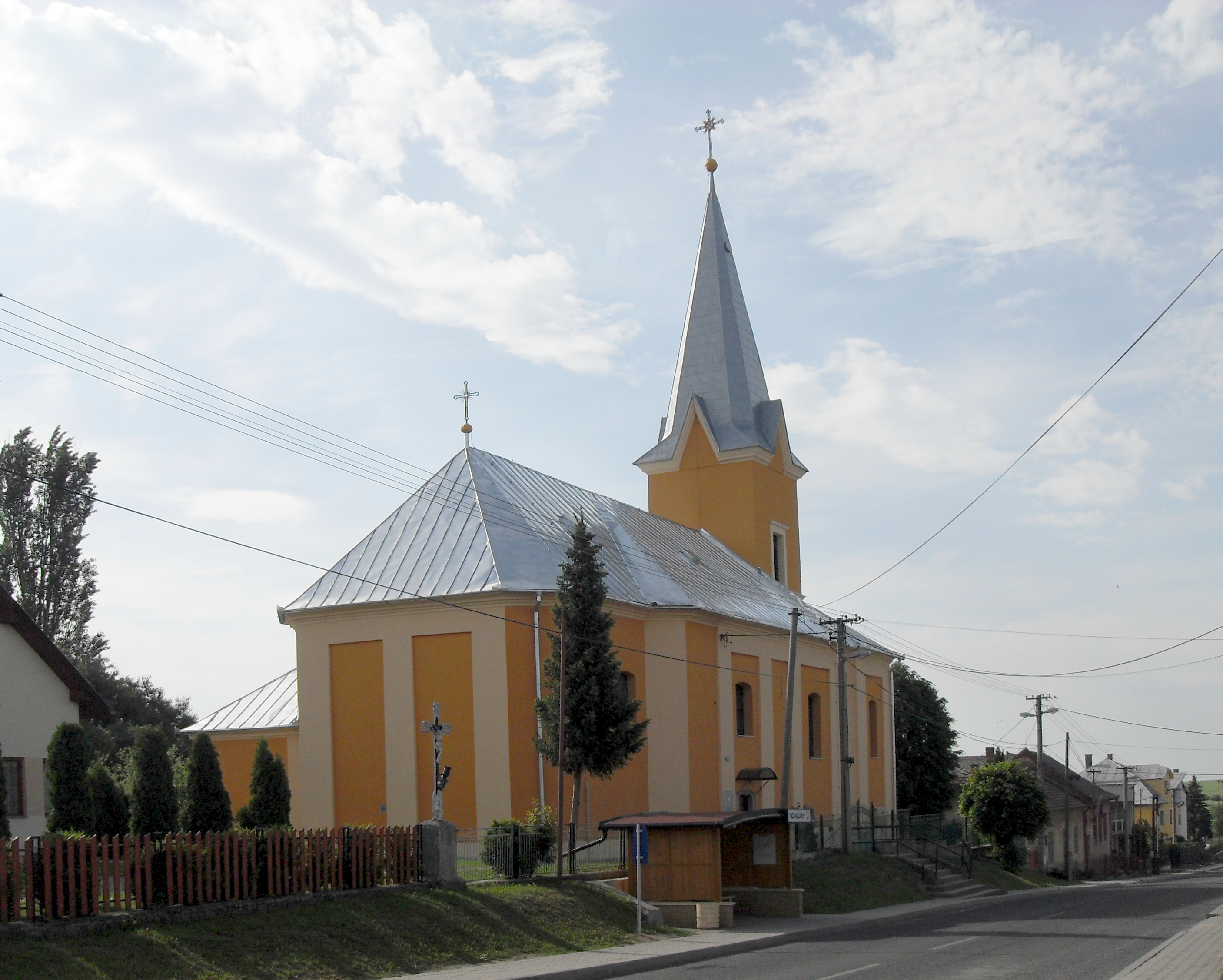
Römisch-katholische St.-Stephanus-Kirche

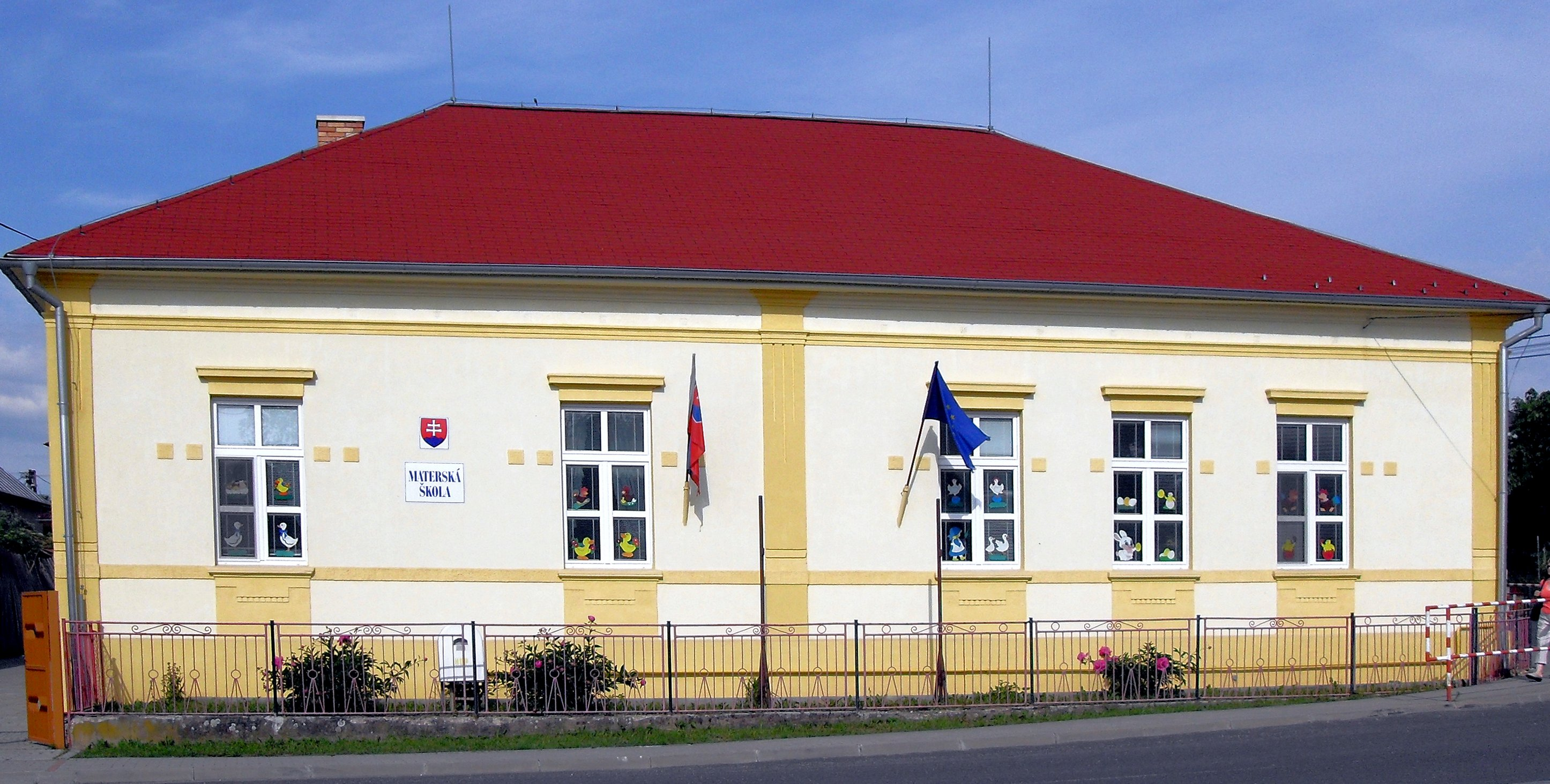
1909 errichteter Kindergarten (Materská škola)

## Bevölkerung
| Jahr                | 1994 | 2004    | 2014     | 2024    |
| ------------------- | ---- | ------- | -------- | ------- |
| Anzahl der Personen | 631  | 679     | 752      | 758     |
| Unterschied         |      | +7,60 % | +10,75 % | +0,79 % |

| Jahr                | 2023 | 2024    |
| ------------------- | ---- | ------- |
| Anzahl der Personen | 761  | 758     |
| Unterschied         |      | −0,39 % |

Nach den Ergebnissen der Volkszählung 2001 lebten in Nováčany 657 Einwohner, davon
- 95,43 % Slowaken und
- 0,91 % Ungarn

Knapp 90 % der Bewohner bekannten sich zur römisch-katholischen Kirche.

## Sehenswürdigkeiten
- Römisch-katholische Kirche St. Stephanus (Rímskokatolícky kostol sv. Štefana)

## Wirtschaft und Infrastruktur
Seit jeher spielt die Land- und Forstwirtschaft die wichtigste Rolle in Nováčany. Neben einem sich allmählich entwickelnden Tourismus gibt es Arbeitsplätze für Pendler in der in und um Košice ansässigen Industrie.
Durch das Gemeindegebiet verläuft die Landstraße 548 (Cesta II. triedy) von Košice nach Jasov.